# دکن چارترز
دکن چارترز (به انگلیسی: Deccan Charters) یک شرکت هواپیمایی با کد یاتا DN است که در تاریخ ۱۹۹۷ میلادی تأسیس شده است. دفتر مرکزی دکن چارترز در بنگالورو، هند واقع شده‌است.